# Ziegelhäule
Das Ziegelhäule ist ein vom Regierungspräsidium Karlsruhe am 12. April 2017 durch Verordnung ausgewiesenes Naturschutzgebiet auf dem Gebiet der Stadt Mühlacker im Enzkreis in Baden-Württemberg.

## Lage
Das Schutzgebiet liegt südlich des Stadtteils Lienzingen, westlich der Landesstraße 1134 und gehört zum Naturraum Strom- und Heuchelberg.

## Schutzzweck
Die ehemalige Tongrube samt der darin entstandenen Sekundärhabitate soll als Lebensraum und Fortpflanzungsstätte für wildlebende Tier- und Pflanzenarten erhalten, gesichert und entwickelt werden. Besonders hervorgehoben sind dabei die Amphibienarten Kammmolch, Gelbbauchunke und Springfrosch sowie die Zauneidechse.

## Landschaftscharakter
Es handelt sich hier um ein ehemals als Erdzwischenlager genutztes Gelände, auf dem sich nach der Aufgabe dieser Nutzung zahlreiche Sekundärhabitate, wie Kleingewässer, Pionierrasen, Sukzessionsgebüsche und Ruderalfluren entwickelt haben. Diese Strukturen bieten vielen geschützten und bedrohten Tierarten Lebensraum.

## Flora und Fauna
Im Gebiet wurden unter anderem 170 Gefäßpflanzenarten, 29 Vogelarten, drei Reptilienarten, acht Amphibienarten elf Libellenarten, 17 Heuschreckenarten 71 Stechimmen-Arten und 73 Laufkäferarten festgestellt werden.
Aufgrund ihres Schutzstatus oder ihrer Gefährdung besonders hervorzuheben sind darunter
- Goldammer (Emberiza cintrinella)
- Teichhuhn (Gallinula chloropus)
- Heckenbraunelle (Prunella modularis)
- Zauneidechse (Lacerta agilis)
- Springfrosch (Rana dalmatina)
- Nördlicher Kammmolch (Triturus cristatus)
- Gelbbauchunke (Bombina variegata)
- Südliche Binsenjungfer (Lestes barbarus)
- Südlicher Blaupfeil (Orthetrum cancellatum)
- Blauflügelige Ödlandschrecke (Oedipoda caerulescens)
- Sumpfschrecke (Stethophyma grossum)
- Hufeisenklee-Widderchen (Zygaena transalpina)
- Großer Feuerfalter (Lycaena dispar)
- Russischer Bär (Callimorpha quadripunctaria)
- Deutscher Sandlaufkäfer (Cylindera germanica)
- Walzenförmiger Schnellläufer (Cicindela silvicola)
- Berg-Sandlaufkäfer (Callimorpha quadripunctaria)
- Zweifarbiger Haarschnellläufer (Ophonus rupicola)
- Dunkler Buntläufer (Acupalpus exiguus)
- Gelbbraunfühler-Sandbiene (Andrena fulvicornis)
- Wespenbiene (Nomada distinguenda)
- Weißfleckige Wollbiene (Anthidium punctatum)
- Dreizahn-Stängelbiene (Osmia tridentata)
- Filzzahn-Blattschneiderbiene (Megachile pilidens)